# Neobisium peloponnesiacum
Espèce
Synonymes
- Obisium peloponnesiacum Beier, 1928

Neobisium peloponnesiacum est une espèce de pseudoscorpions de la famille des Neobisiidae.

## Distribution
Cette espèce se rencontre en Grèce et en Bulgarie.

## Description
Neobisium peloponnesiacum mesure de 3 à 4 mm.

## Systématique et taxinomie
Cette espèce a été décrite sous le protonyme Obisium peloponnesiacum par Beier en 1928. Elle est placée dans le genre Neobisium par Beier en 1932.

## Étymologie
Son nom d'espèce lui a été donné en référence au lieu de sa découverte, le Péloponnèse.

## Publication originale
- Beier, 1928 : Die Pseudoskorpione des Wiener Naturhistorischen Museums. I. Hemictenodactyli. Annalen des Naturhistorischen Museums in Wien, vol. 42, p. 285-314 (texte intégral).